# Narrinyeri
Narrinyeri är ett utdött australiskt språk i Australien. Narrinyeri talades i Sydaustralien och tillhörde de pama-nyunganska språken.